# キングゴジュラス
キングゴジュラス（KING GOJURAS）は、玩具メーカータカラトミー（旧トミー）が展開する『ゾイド』シリーズに登場する架空の兵器。

## 設定解説
| キングゴジュラス KING GOJURAS | キングゴジュラス KING GOJURAS |
| ----------------------------- | --- |
| 番号                          | RPZ-24 HRZ-001（RCZ） |
| 所属                          | ヘリック共和国 |
| 分類                          | ティラノサウルス型 |
| 全高                          | 26.2m |
| 全長                          | 36.0m |
| 全幅                          | 20.2m |
| 重量                          | 510.0t |
| 最高速度                      | 140km/h |
| 乗員人数                      | 1名 |
| 主な搭乗者                    | ヘリック・ムーロアII世 |
| ZEP                           | 攻撃力：95 防御力：88 総合力：183 |
| 武装                          | ブレードホーン スーパーサウンドブラスター ミサイルポッド ガンフラッシャー スーパーガトリング砲×3 ダブルキャノン×2 クラッシャーテイル ビッグクロー×2 マルチレーダーアンテナ×4 (通信用アンテナ) (全天候3Dレーダーアンテナ) (大型複合レーダーアンテナ) (対地センサーアンテナ) グラビティモーメントバリアー |

大陸間戦争（第一次大陸間戦争）末期、ヘリック共和国が暗黒軍（ガイロス帝国）との決戦のために持てる技術を結集して生み出した、ティラノサウルス型最終決戦用ゾイド。
開発ベースにはゴジュラスと同一の野生体を使用し、内部システムにはグローバリーIII世号に由来する「重力コントローラー」と「エネルギーフィールド」を内蔵。重力コントローラーによってその駆動をアシストし、エネルギーフィールドによって巨体を支えている。また、コクピットには重装甲を設けており、モニターには3Dディスプレイを導入した。
ゴジュラス同様に格闘戦を得意とし、全身の各種兵装を駆使し暗黒軍ゾイドを一方的に破壊する。その上、全身が通常ゾイドの攻撃を跳ね返すほどの非常に強力な重装甲で覆われており、デス・キャットの超重力弾砲の直撃に耐えた場面もあった。さらに電子戦や水中戦も可能とする。
キングゴジュラスの登場から約40年後の第二次大陸間戦争以降も強力な新型ゾイドが次々と開発されたが、それでもなお、本機を越える戦闘力を持ったゾイドは存在しないと言われている。

### 武装・装備
ブレードホーン
額部に装備されているブレード状の一本角。1万度の超高熱を発して赤色に発光しながら相手を切り裂く。
スーパーサウンドブラスター
口腔内に装備される超音波兵器。自身の咆哮を数億倍に増幅して発生させた超音波を放出し、対象敵装甲に共振現象を起こさせて粉砕する。首部分に超音波増幅装置を設けており、他の音が混ざらないよう厚い壁で遮蔽されている。
アーマードコクピット
後頭部にある装甲式のコクピット。パイロットを保護する分厚い装甲と、外の様子を投影する3Dディスプレイを装備する。
ミサイルポッド
口腔内に装備している兵装。
ガンフラッシャー
胸部（胸元）に搭載しているスーパーガトリング砲のためのエネルギー増幅装置。
スーパーガトリング砲
胸部中央に装備する3砲身のガトリング砲。荷電粒子砲・レーザービーム砲・超電磁砲の3種類の武器を高速回転させながら毎分3000発で撃ち出し、あらゆる物体を破壊する。機体内部のローリング・チャージャーを出力源としており、3種類の武器は交互に連射される。
ダブルキャノン
スーパーガトリング砲の両側に設置された2連装砲。スーパーガトリング砲と同様に回転する。超高熱弾を発射し、分厚い装甲を撃ち抜く威力を持つ。
クラッシャーテイル
キングゴジュラスの尾部。高速で振り回して対象ゾイドをなぎ払う。内部には駆動を補助するためのエンジンが搭載されている。
ビッグクロー
両腕の爪。敵を捕らえて引き裂く超硬度合金製のクローで、その硬さはダイヤモンドの100倍に及ぶ。
マルチレーダーアンテナ
背部の背ビレ状アンテナ。通信からジャミングまでを行う。四基で構成されており、上から最上段が通信用アンテナ、二段目が全天候3Dレーダーアンテナ、三段目が大型複合レーダーアンテナ、尾部の最下段が対地センサーアンテナとなる。
グラビティモーメントバリアー
エネルギーフィールドによるエネルギーを頭部のブレードホーンから放出して展開するバリア。

## キット
RPZ-24 キングゴジュラス
1990年冬に発売。販売価格の7980円（税別）は第一期シリーズの商品としては最高額。箱には取っ手がついており、高さが60cm近くになる。キャッチコピーは「叫ぶ!!戦う!!脅威のバトルアクションメカ」。完成品は身長約36cm・全長約40cm。乗員は1名。
ゴジュラスと同じく単二電池2本が歩行に、単三電池2本が発光に使われる。単二は腹部に、単三は尾の根本部分に収まる。動力スイッチは尾の付け根の背ビレとなっており、二番目の背ビレを取り外すとグレードアップユニットを装着できる。その近くに発光用スイッチもあり、ゴジュラス同様、発光と歩行を別個にすることも可能だが、そうなるとガンフラッシャー部の発光はしなくなる（目部分は発光）。
スイッチを入れると尾を左右に振り、手を上下させ、胸のスーパーガトリング砲を回転させながら歩行し、目を発光させる。目もゴジュラスやデスザウラーと同じく一定時間経つと点滅し、そこに隣接しているブレードホーンも光る。
ある程度歩行すると歩みを止め、首を左右に振り、胸のガンフラッシャーを発光させ、ビッグクローを左右に大きく拡げながら口を開けて、大きな音量で咆吼、これを2回行った後、元の動作を繰り返す。
本製品と最終発売ゾイドであるデス・キャットをもって、1983年～1990年にかけて展開していたゾイド第1期シリーズは終了した。
2018年6月にゾイドワイルドシリーズが販売されるまでは、歩行後にアクションを起こすギミックを持つゾイドは、エヴォドライブ系列を除くと本機とムゲンライガーだけであった。
2006年のホロテックゴジュラス発売時のキャンペーンでは、特賞としてキングゴジュラスが配布された。
HRZ-001　キングゴジュラス
2008年9月25日発売。上述キットの復刻仕様だが、キャップの色がグレーからホワイトに、さらに発光スイッチの色も赤から黒に変更された。電池を入れる向きも+-交互から本体に向かって2本とも＋になり、電池蓋がネジ式になっている。
旧版では発光スイッチを切るまで目が点滅を続けるが、こちらは発光スイッチを入れるとずっと点滅したままになる。
プロトタイプキングゴジュラス
1990年の本キット発売前に、懸賞によって100名に配布されたキット。カラーリングは薄い白紫の市販品に比べ、暗い緑がかった青配色になっているが、ブレードホーンなど赤い部分は市販キットと同じ。

## 作中での活躍
キングゴジュラスの活躍は、パッケージ裏に記載されたストーリーの他に、1990〜91年ごろの小学館の学年誌などに掲載されていたが、書籍としての「バトルストーリー」にまとめられてはいない。また、2008〜09年に展開された『ゾイドリバースセンチュリー』とも必ずしも整合が取れていない点もある。

### バトルストーリー
大陸間戦争末期のZAC2056年、暗黒大陸における共和国軍と暗黒軍（ガイロス帝国軍）の最終決戦に参戦。山を砕いて登場したキングゴジュラスは一瞬で数十体の暗黒軍ゾイドを撃破し劣勢に追い込むが、惑星Zi大異変（グランドカタストロフ）の発生によりすべてのゾイドが行動不能となった。ゾイドグラフィックス掲載のストーリーにおいては、ZAC20××年に暗黒大陸へ進軍したキングゴジュラスは、同国軍のゾイド部隊に対して一方的な勝利を収めた。
『小学一年生』掲載ストーリー
初登場でアイアンコングMk-II量産型をスーパーサウンドブラスターによって倒し、そのままキングライガーやキングバロンを引き連れ進軍。暗黒軍の基地においてデッド・ボーダーを尾の一撃で吹き飛ばすと、続けてジーク・ドーベルやガル・タイガーを踏みつぶし各種火器で多数の暗黒軍ゾイドを葬る。そこでエネルギー切れとなり、ギル・ベイダーの接近を許すが尾の一撃で撃破。そのまま暗黒軍の宮殿へ向かった。
『小学二年生』掲載ストーリー
共和国軍の海底ドームの秘密工場で建造される。嵐の中で暗黒大陸に上陸してグレートサーベルを撃破、ギル・ベイダーと交戦したあと、デスザウラー、ジーク・ドーベル、デス・キャット、ギル・ベイダーを撃破するが、最後のデスザウラーとの戦闘直前にゾイド星へ隕石が衝突して終焉となった。
『小学三年生』掲載ストーリー
ZAC2055年9月の共和国軍と暗黒軍の最終決戦時で初登場。共和国軍のエネルギー基地を攻撃する暗黒軍に対抗すべく出撃、アイス・ブレーザーの捨て身の突撃によって姿勢を崩しながらもガン・ギャラドを撃破する。その後は暗黒軍の工場を急襲し、暗黒軍の罠で自爆した工場の瓦礫に埋もれるものの無事に脱出、サラマンダーを引き連れガイロス皇帝の宮殿へ進軍。迎撃に出現したゴールドコングやガル・タイガー、ジーク・ドーベルといった暗黒軍ゾイドを撃破する。
ガイロス皇帝が脱出した後、ジャングルの中で発見した秘密基地の攻撃に参加。デス・キャットやダーク・ホーンと交戦しながら進軍する途中でギル・ベイダーの奇襲を受ける。身を挺したオルディオスの犠牲でビームスマッシャーの直撃は防がれ、ギル・ベイダーのチタンクローによって左腕を失いながらも、スーパーサウンドブラスターでこれを撃破した。
秘密基地が目前に迫ったところでガイロス皇帝が乗るギル・ザウラーとの戦いが始まる。ギル・ザウラーのビームサーベルで腹部に損傷を受け、ビームスマッシャーで尾部を切断されたが、接近してきたギル・ザウラーをジャンプで捕らえると、至近距離で放ったスーパーサウンドブラスターにより勝利した。
『てれびくん』掲載ストーリー
暗黒軍のジーク・ドーベルを握りつぶした後ガン・ギャラドをスーパーガトリング砲で撃破した。
ゾイドリバースセンチュリー
ZAC2056年のリベンジ・オブ・リバー作戦においてヘリック大統領自身が搭乗して参戦。異常気象による雷雨の中、2機のゴジュラスMk-2を伴って上陸し、暗黒軍との最終決戦に挑んでいる。
5機のギル・ベイダーを「私の獲物」と呼んで単機で戦闘を開始。圧倒的な力を見せつけるが、グランドカタストロフの発生によって戦争どころではなくなってしまう。キングゴジュラスは地上へ落下してくる隕石を幾つか破砕するが、ガイロス宮殿前の広場でついに行動不能となり、最後はヘリックの判断で自爆させられた。

### ゲーム
以下のゲーム作品に登場する。
ゾイド黙示録
バトルストーリーでは、グランドカタストロフの発生によりなし崩し的に終わったが、本作はグランドカタストロフ直後の戦いを舞台にしており、共和国軍最強ユニットとして登場する。
ゾイド邪神復活!〜ジェノブレイカー編〜
ZOIDS SAGA シリーズ
『SAGA II』ではギル・ベイダーと共に隠しゾイドとして、『SAGA DS』では本編終了後の隠しステージでまれに出現する。

## その他
ZOIDSシリーズと世界観の繋がる『装甲巨神Zナイト』ではキングゴジュラスのキットが「メカ恐竜」として登場してZナイトと戦っている。
学年誌掲載ストーリーに登場。宇宙から地球に突如飛来した隕石から「恐竜」が出現してノーザーグレイバー、ディバイキングといったメタルフットを撃破。迎撃に向かったソルセイバーによって恐竜は手傷を追うが、その中から「メカ恐竜」が出現。ソルセイバーやデスバトラーにより電流ネットで捕獲され、火山の溶岩溜まりに投棄されて溶解した。だが、メカ恐竜は溶岩のエネルギーを吸い込んでパワーアップ。デスバトラーやノーザグレイバーを圧倒する。これに対抗するため、封印されていた装甲巨神グレートZナイトが解放される。ソルセイバーとグレートZナイトは合体し、腹部から光線状の攻撃を敢行、首を切り落とされたメカ恐竜は敗北した。
ボツ案ではあるが、1991年から始まったエルドランシリーズ第一作の『絶対無敵ライジンオー』では、キングゴジュラスを登場させ、ライジンオーを助ける怪獣ロボットにするアイデアもあった。